# Гайнц Цварг
Гайнц Цварг (нім. Heinz Zwarg; 22 листопада 1917, Дортмунд — 14 червня 1984, Гайкендорф) — німецький офіцер-підводник, капітан-лейтенант крігсмаріне.

## Біографія
3 квітня 1937 року вступив на флот. Після проходження навчання 15 серпня 1939 року переданий в розпорядження штабу флоту в Кілі. З 1 квітня по 13 серпня 1940 року пройшов курс підводника, після чого направлений на будівництво підводного човна U-97. З 28 вересня 1940 року — 2-й вахтовий офіцер на U-97, на якому взяв участь у трьох походах. З липня 1941 року — офіцер зв'язку ВМС в штабу командувача італійськими підводними човнами в бордо. З листопада 1941 року — 1-й офіцер Адмірал-штабу (начальник оперативного відділу) при командувачі підводними човнами. З 14 листопада 1943 по 15 травня 1944 року — командир U-416, з 19 липня по 29 вересня 1944 року — U-276. 2 грудня 1944 року направлений на будівництво U-3528. З 18 березня 1945 року — командир U-3528. 5 травня 1945 року затопив човен в рамках операції «Регенбоген». 8 травня 1945 року взятий в полон британськими військами. 22 листопада 1945 року звільнений.

## Звання
- Кандидат в офіцери (3 квітня 1937)
- Морський кадет (21 вересня 1937)
- Фенріх-цур-зее (1 травня 1938)
- Оберфенріх-цур-зее (1 квітня 1939)
- Лейтенант-цур-зее (1 серпня 1939)
- Оберлейтенант-цур-зее (1 вересня 1941)
- Капітан-лейтенант (1 квітня 1944)

## Нагороди
- Нагрудний знак підводника (11 квітня 1941)
- Залізний хрест 2-го класу (14 квітня 1941)